# Stuiben

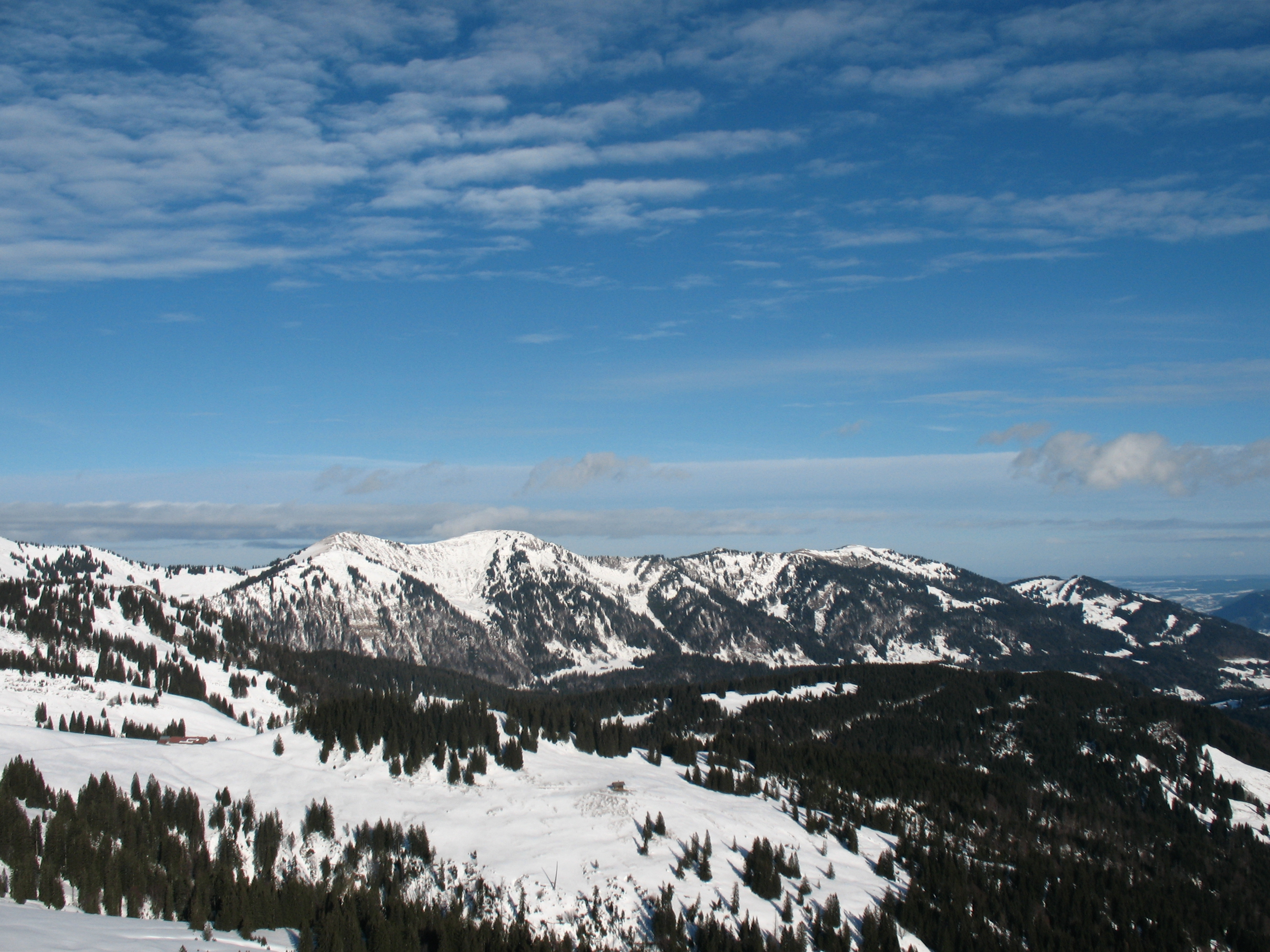
Hochgratkette-Ostteil

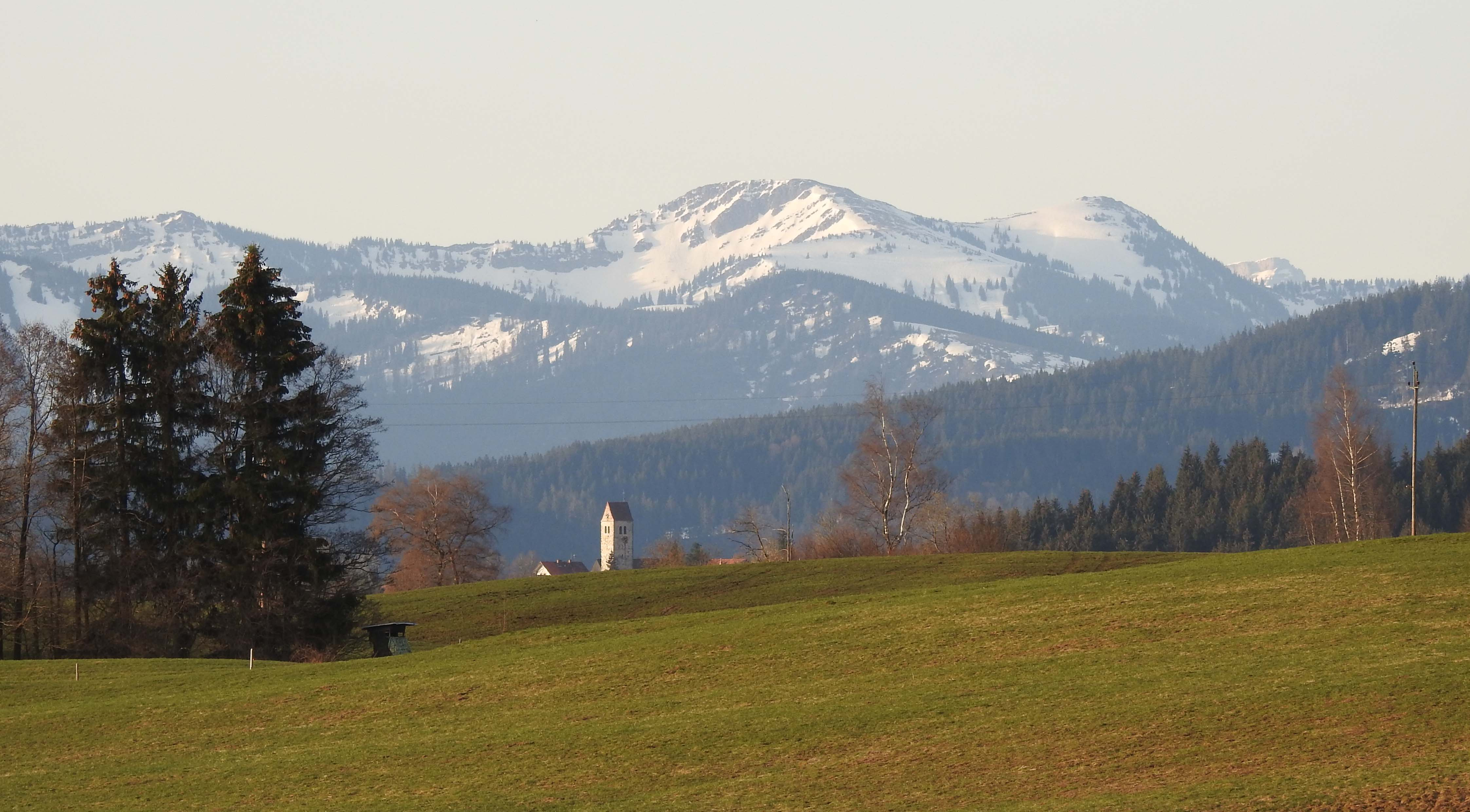
Stuiben und Sedererstuiben von Norden

Der Stuiben ist ein 1749 m ü. NHN hoher Berg der Hochgratkette in den Allgäuer Alpen. Er ist Teil des internationalen Projekts Naturpark Nagelfluhkette. Vom Gipfel aus bietet sich ein umfassender Rundblick bis zum Säntis, der Zugspitze und dem Bodensee. Nach Süden bietet sich eine Aussicht auf die Allgäuer Alpen. Die Schartenhöhe des Stuiben beträgt mindestens 169 Meter, seine Dominanz 2,3 Kilometer, wobei der Buralpkopf Referenzberg ist.

## Alpbetriebe
- Auf der Nordflanke des Stuiben befindet sich einzig die Alpe Gund. Die zu Immenstadt gehörige Galtalpe liegt an einem Nordausläufer des Stuiben, der den dahinter liegenden Kessel mit den Alpweiden vor den Westwinden schützt. Die Alphütte befindet sich nach eigenen Angaben auf einer Höhe von 1502 m[2] in relativer Nähe des Gipfelkreuzes. In den Sommermonaten wird sie mit 200 Stück Jungvieh und mit Pferden bestückt und für Besucher bewirtet.[3]
- Auf der sonnigen Südseite liegen sehr attraktiv auf einer Hochebene über dem Gunzesrieder Talboden die Ornachalpe (1198 m) und die Falkenalpe (1160 m). Die Hütte der einstmals weit oberhalb auf 1420 m am Buchenberg gelegene Rauhenbergalpe ist verfallen. Die drei Alpen der Südseite gehören zu Gunzesried und damit zur Gemeinde Blaichach.[4]

## Bergmesse
Die Stuibenmesse findet jährlich Anfang September am Gipfelkreuz des Stuiben statt. Sie wird von der Kolpingsfamilie Immenstadt und dem Pfarrgemeinderat Immenstadt-Bühl-Rauhenzell organisiert und musikalisch von einer Abordnung der Stadtkapelle Immenstadt begleitet.

## Wanderwege

### Von Immenstadt kommend
- Steigbachtal – Alpe Mittelberg (1368 m ü. NHN) – Alpe Gund – Stuiben (Dauer ca. 3 Stunden)
- Steigbachtal – Alpe Gund – Stuiben (Dauer ca. 3 Stunden): Dieser Weg führt über den sog. Schweinsstieg.
- Steigbachtal – Mittagberg – Steineberg – Stuiben (Dauer ca. 6 Stunden): Wohl die klassische Route, Ausdauer und Schwindelfreiheit erforderlich.

### Von Oberstaufen kommend
- Hochgrat (1834 m ü. NHN) – Rindalphorn (1822 m ü. NHN) – Buralpkopf (1772 m ü. NHN) – Stuiben (Dauer ca. 6 Stunden): Diese Tour erfordert sehr große Ausdauer, keine Hütte unterwegs.

Im Winter ist der Stuiben ein beliebtes Ziel für Skitouren. Die Aufstiegsroute mit Tourenskiern beginnt am Friedhof in Immenstadt oder in Gschwend am Großen Alpsee.